# Madrass

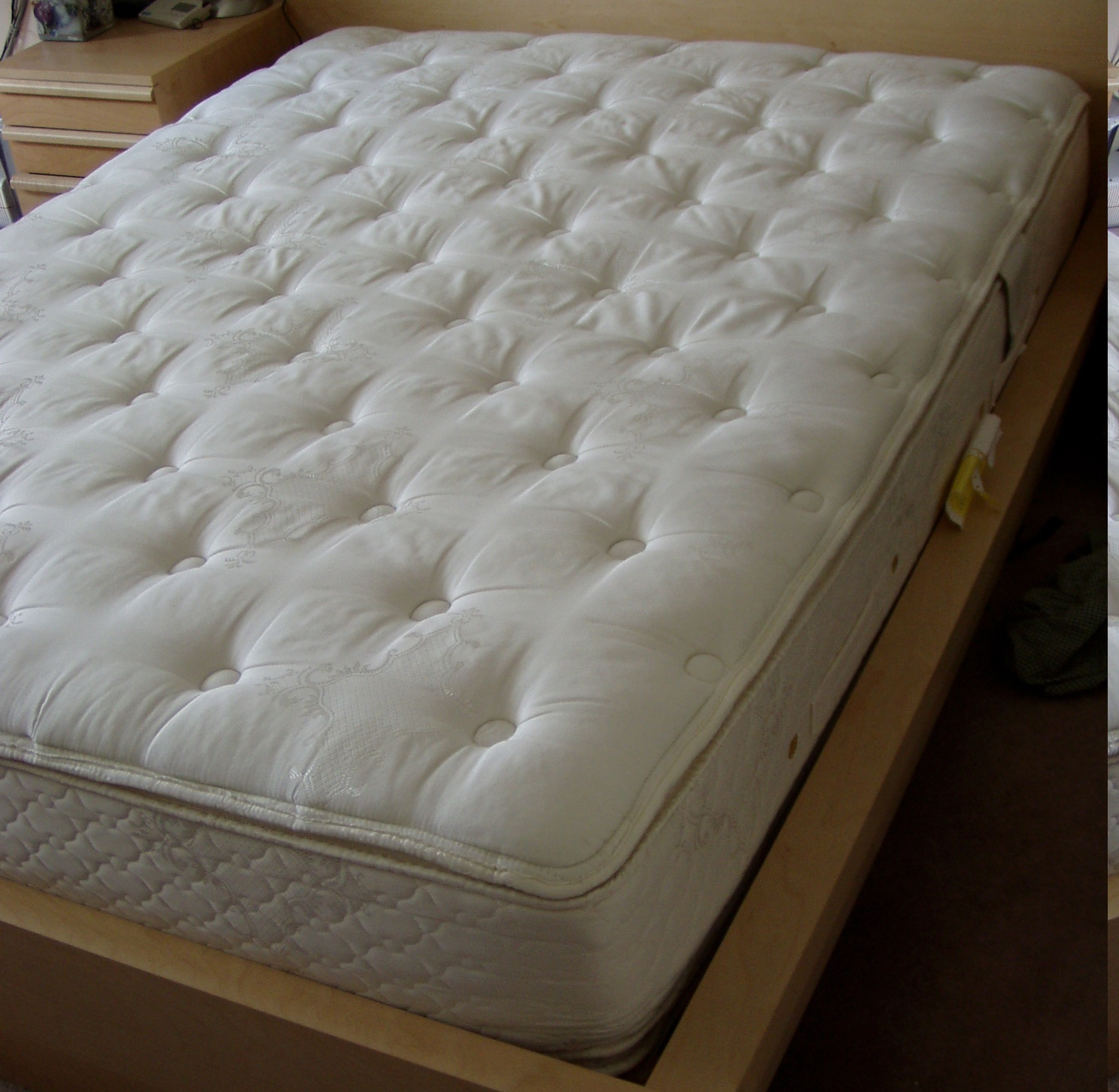
Madrass

Madrass är ett liggunderlag i kroppsstorlek som består av stoppning av något slag samt ett överdrag av tyg, plast eller annat material. En madrass brukar läggas på en säng eller utgöra en del av en säng, men kan även placeras direkt på ett annat underlag som exempelvis ett golv.
Ordets madrass har sitt ursprung i det arabiska ordet (al)-matrah, vilket betyder kudde eller egentligen "plats dit något kastas" och är belagt i svenska språket sedan 1560.
Personer som använder sängsele kan ha denna förankrad till en rem som spänns omkring madrassen.

## Historik
Madrasser stoppade med tagel och svinborst är kända sedan 1700-talet. Innan madrasserna introducerades sov man på halmbäddar, sänghalm, vilka täcktes med föregångarna till lakan, så kallade underbredor. Dessa kunde vara kalvskinnsfällar, fårskinnsfällar eller trasmattor i ljusa trasor. Sådana förekom i delar av Norrland ända in på 1900-talet.
När den senare madrassens stoppning inte förankrades i tyget talade man om ett bolster, och överdraget kom att heta bolstervar.

## Olika typer av madrasser
- Bolster är den äldsta typen av madrass och kunde fyllas med vad som fanns att tillgå, såsom flock (riven och raspad tyglump), halm, dun, fjäder, älg- eller renhår, kaveldun, ängsull eller torkad örnbräken. Fyllningen byttes vid behov.
- Resårmadrass tillkom så småningom; dessa madrasser byggdes upp av stålfjädrar, resårer, i bottenskiktet och ett mjukt lager av tagel i överdelen, möjligen med en separat dyna ovanpå, försedd med vadd.
- Skumgummimadrass, eller den första tidens skumplaster, har kortare livslängd än gedigna fjädermadrasser och kan därmed jämställas med de forna bolstervaren i rangordningen.
- Latexmadrass är hygienisk tryckavlastande madrass som framförallt används inom vården. Kärnan består av skumgummi och ytskiktet är flexibelt och lätt att rengöra.
- Resårbotten är en madrass med inbyggd trästomme undertill. I en resårbotten kan man direkt fästa ben eller medar, alltså behövs ingen säng (stomme och gavlar). En resårbotten kan dock användas i en säng. Använder man en resårbotten så behöver man inte lägga någon ribbotten i sängen. Det finns även madrassbottnar som även de har trästomme inbyggd, men de saknar resår.
- Bäddmadrass är en mycket tunn madrass eller dyna (vanligen 2–10 centimeter tjock), som läggs ovanpå en resårbotten/resårmadrass för ökad komfort och fräschhet.
- Plastmadrass eller galonmadrass har ett överdrag av vattenavvisande plast. Dessa madrasser är mycket lättskötta och kan användas av bland annat blöjbarn och inkontinenta vuxna. De används även i vissa institutionella miljöer som exempelvis sjukhus.
- Åkmadrass, skranor, kan användas på vintern istället för pulka.

## Övrigt
I sagan om Prinsessan på ärten har madrasser en stor betydelse. Hon ligger i en säng med 20 madrasser med en ärta istoppad längst ner, som hon trots alla madrasser ändå känner.